# Canton de Désandans
 (septembre 2017).
Si vous disposez d'ouvrages ou d'articles de référence ou si vous connaissez des sites web de qualité traitant du thème abordé ici, merci de compléter l'article en donnant les références utiles à sa vérifiabilité et en les liant à la section « Notes et références ».
Le canton de Désandans est une ancienne division administrative française, située dans le département du Doubs et la région Franche-Comté.

## Historique
En 1793, la commune de Désandans est rattachée à la France, et elle est promue chef-lieu de canton jusqu'en 1801.
Le canton est supprimé en 1802 et rattaché à celui de Montbéliard.

## Composition
Le canton de Désandans était composé des treize communes suivantes : 
| Nom                          | Code Insee | Intercommunalité                     | Superficie (km2) | Population (dernière pop. légale) | Densité (hab./km2) |
| ---------------------------- | ---------- | ------------------------------------ | ---------------- | --------------------------------- | ------------------ |
| Désandans (chef-lieu)        | 25198      | CC des Deux Vallées Vertes           | 5,47             | 719 (2014)                        | 131                |
| Allondans                    | 25013      | CA Pays de Montbéliard Agglomération | 5,14             | 239 (2014)                        | 46                 |
| Aibre                        | 25008      | CC du pays d'Héricourt               | 4,50             | 477 (2014)                        | 106                |
| Lougres                      | 25350      | CA Pays de Montbéliard Agglomération | 5,97             | 783 (2014)                        | 131                |
| Présentevillers              | 25469      | CA Pays de Montbéliard Agglomération | 3,83             | 447 (2014)                        | 117                |
| Raynans                      | 25481      | CA Pays de Montbéliard Agglomération | 4,03             | 344 (2014)                        | 85                 |
| Saint-Julien-lès-Montbéliard | 25521      | CA Pays de Montbéliard Agglomération | 3,81             | 169 (2014)                        | 44                 |
| Sainte-Marie                 | 25523      | CA Pays de Montbéliard Agglomération | 7,17             | 722 (2014)                        | 101                |
| Sainte-Suzanne               | 25526      | CA Pays de Montbéliard Agglomération | 1,59             | 1 565 (2014)                      | 984                |
| Semondans                    | 25540      | CA Pays de Montbéliard Agglomération | 2,77             | 300 (2014)                        | 108                |
| Échenans                     | 25210      | CA Pays de Montbéliard Agglomération | 1,70             | 148 (2014)                        | 87                 |
| Le Vernoy                    | 25608      | CC du pays d'Héricourt               | 3,30             | 172 (2014)                        | 52                 |
| Issans                       | 25316      | CA Pays de Montbéliard Agglomération | 2,72             | 253 (2014)                        | 93                 |